# Юровський Дол
Юровський Дол (словен. Jurovski Dol) — поселення в общині Светий Юрій-в-Словенських Горицях, Подравський регіон‎, Словенія.